# Степан Місько
Степан Місько (англ. Stefan Misko, нар.25 березня 1912, Львів — пом.18 квітня 1986, Канберра) — український ентомолог, маляр і громадський діяч який проживав у Австралії. Фундатор і голова Спілки Українських Образотворчих Мистців Австралії

## Біографія
Народився 25 березня в Львові. Після студії у Львівській Політехніці 6 липня 1947 отримав диплом інженера-лісівника в Українському технічно-господарському інституті (УТГІ) у Реґенсбурзі — тема дипломної праці «Лісовирощування в дубових лісах».

## Життя і праця в Австралії
Приїхав до Австралії 1949 і жив у Мельбурні (до 1961), потім у Канберрі, де працював у секції ентомології Наукової Промислової Дослідної Організації Коммонвелту.
Референт молоді Української Громади Вікторії, заснував спортовий клюб і футбольну команду «Україна» (1952) в Австралії. Організатор фестивалів, маніфестації в обороні Юрія Шухевича (1968). Член теренового проводу ОУН-(б). Створив і був головою Канберського осередку Наукового товариства імені Шевченка (НТШ) (1974—1979).
Під час своєї праці в CSIRO часто їздив з д-р Е. Бріттоном і сам до Південної Австралії в пошукуванні жучків до Австралійської Державної Колекції Комах (англ. Australian National Insect Collection) в Канберрі і під час одної поїздки Степан Місько знайшов жучка, не знаного досі в світі, і його названо Sericesthis miskoi,. Інший жук Місько знайшов був названий Paraschizognathus miskoi.

## Мистецтво

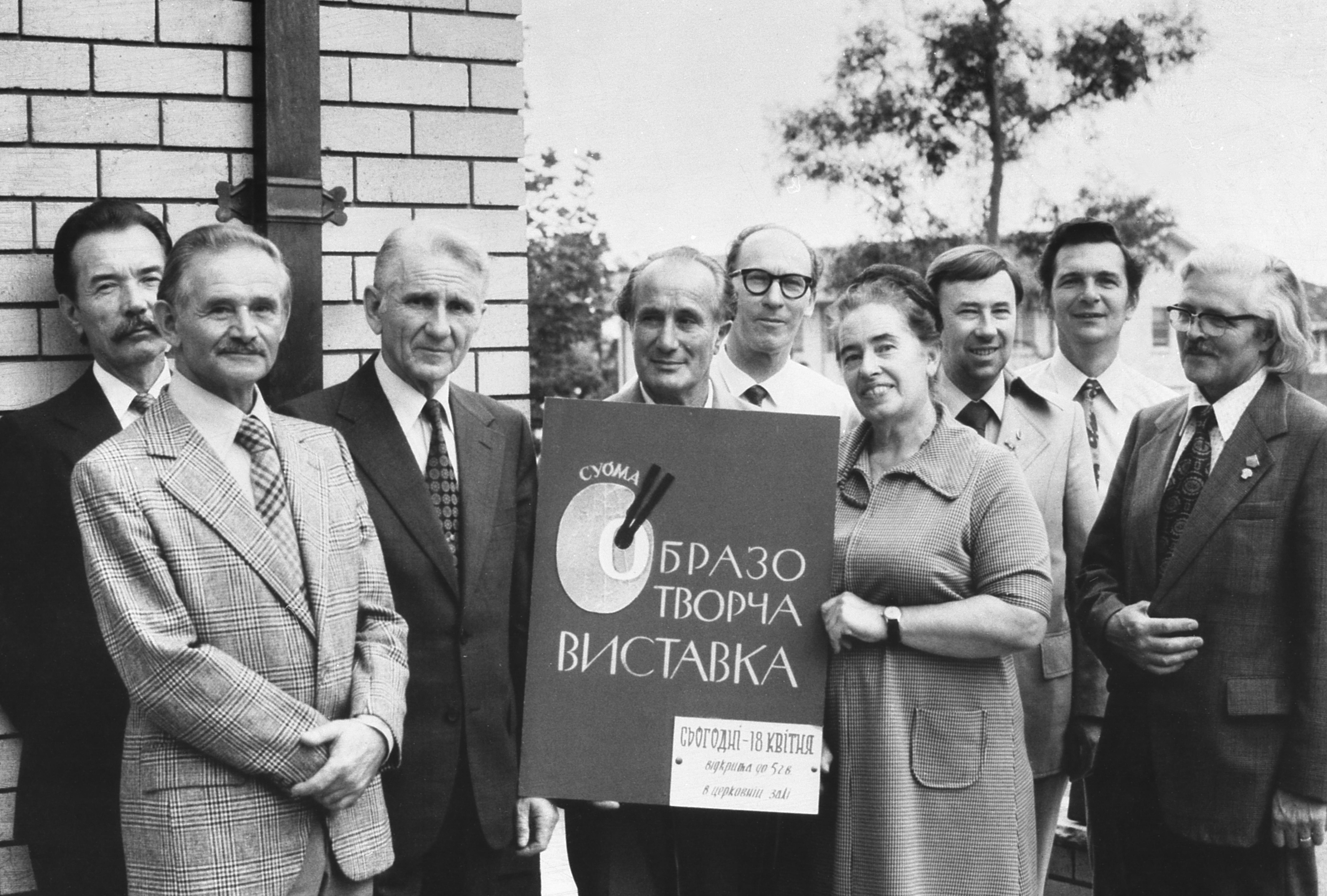
Члени СУОМА під час крайової виставки у Лідкомбі, 1976 р. Степан Місько — третій зліва.

Малював головно акварелі, збудував власну галерію в Канберрі, фундатор і голова Спілки Українських Образотворчих Мистців Австралії (1967—1986).